# Thủ tướng Afghanistan
Thủ tướng Afghanistan (tiếng Pashtun: د افغانستان لومړی وزیر; tiếng Dari: رئیس‌الوزرای افغانستان) là chức vụ lãnh đạo chính phủ của Afghanistan. Chức danh Thủ tướng được tạo ra vào năm 1927 do đích thân nhà vua bổ nhiệm chủ yếu đóng vai trò cố vấn cho đến khi chế độ quân chủ kết thúc vào năm 1973. Trong thời kỳ Cộng sản Thủ tướng là người đứng đầu chính phủ. Từ sau khi liên quân do Hoa Kỳ dẫn đầu lật đổ Taliban vào năm 2001, chức vụ Thủ tướng tồn tại trong thời gian 3 năm và bị bãi bỏ sau khi Hiến pháp Afghanistan được thông qua năm 2004.
Sau khi tiến quân vào thủ đô Kabul khiến chính phủ Cộng hòa Hồi giáo Afghanistan do Tổng thống Ashraf Ghani lãnh đạo sụp đổ ngày 15 tháng 8 năm 2021, Lãnh tụ Taliban Hibatullah Akhundzada đã bổ nhiệm Hasan Akhund làm quyền Thủ tướng Afghanistan vào ngày 7 tháng 9 cùng năm, cùng với Abdul Ghani Baradar làm quyền Phó Thủ tướng.

## Lịch sử

### Thời kỳ Vương quốc
Chủ tịch Hội đồng Bộ trưởng không do Thủ tướng đứng đầu mà do nhà vua đứng đầu. Chỉ trong thời gian ông vắng mặt là Thủ tướng quyền Chủ tịch Hội đồng. Cho đến năm 1963, nhà vua luôn luôn chỉ định một trong những người thân của mình làm Thủ tướng Chính phủ. Đức Vua cũng có quyền bác bỏ hoặc chuyển giao chức vụ Thủ tướng. Điều này đã được thay đổi, nói rằng người đứng đầu Chính phủ Afghanistan là Thủ tướng Chính phủ và nội các bao gồm các vị Bộ trưởng của nó. Đây là lần đầu tiên nhà vua đã không đóng một vai trò quan trọng nào trong Chính phủ và trao nó lại cho một cơ quan dân cử. Tuy nhiên có ý kiến nói rằng họ không thể tham gia vào bất kỳ ngành nghề nào khác trong nhiệm kỳ chức vụ của họ. Hiến pháp năm 1963 còn cho Thủ tướng được quyền triệu tập Cử Tri Đoàn trong trường hợp nhà vua băng hà. Thủ tướng chỉ trả lời cho Wolesi Jirga về chính sách chung của Chính phủ và từng chức trách cá nhân theo quy định.

### Thời kỳ Cộng hòa Dân chủ
Vào tháng 4 năm 1978, Mohammed Daoud Khan đã bị giết trong một cuộc đảo chính cộng sản đã bắt đầu cuộc Cách mạng Saur. Chính quyền cộng sản cho phục hồi chức vụ Thủ tướng vào năm đó và nó vẫn tồn tại trong suốt thời kỳ cộng sản và các chính phủ hậu cộng sản. Tổng thống phụ trách việc bổ nhiệm Thủ tướng Chính phủ và họ lần lượt bổ nhiệm Hội đồng Bộ trưởng. Mục đích đã nêu của Hội đồng là xây dựng và thi hành chính sách trong và ngoài nước, xây dựng kế hoạch phát triển kinh tế và ngân sách nhà nước và đảm bảo trật tự công cộng.
Theo Hiến pháp năm 1987, Tổng thống đã yêu cầu chỉ định Thủ tướng để thành lập Chính phủ. Thủ tướng có quyền giải tán chính phủ. Một số Tổng thống Afghanistan trong thời kỳ Cộng hòa Dân chủ Afghanistan còn được bổ nhiệm làm Thủ tướng. Với sự kiện Liên Xô xâm lăng Afghanistan, chức danh Thủ tướng đã không còn chịu trách nhiệm trong chính phủ. Tổng Bí thư Đảng Dân chủ Nhân dân Afghanistan hoặc Giám đốc KHAD lại có quyền lực lớn hơn. Ngoài ra, Hiến pháp năm 1990 được thiết lập cho rằng chỉ công dân sinh ra ở Afghanistan mới có đủ điều kiện nắm giữ chức vụ, vốn dĩ không được quy định trong các văn kiện trước đây.

### Thời kỳ Cộng hòa Hồi giáo
Sau sự sụp đổ của Tổng thống Mohammad Najibullah, một nhà nước chuyển tiếp được tạo ra. Vì vậy chức vụ Thủ tướng một lần nữa lại đóng vai trò quan trọng trong lịch sử dân tộc. Do sự xích mích liên tục giữa Tổng thống và Thủ tướng trong thời kỳ này. Nhà nước đã sụp đổ và chẳng còn một chính phủ trung ương đủ mạnh từ năm 1992 đến năm 1996. Do đó chức vụ này chỉ còn mang tính nghi lễ với rất ít quyền lực trong những gì còn lại của Chính phủ. Chức danh Thủ tướng đã bị bãi bỏ khi Taliban chiếm được Kabul vào năm 1996 và lập nên Tiểu vương quốc Hồi giáo Afghanistan. Cấp Phó lãnh đạo của Taliban thường được gọi là Thủ tướng Chính phủ trong suốt thời kỳ cai trị của họ. Sau cái chết của Rabbani vào năm 2001, Taliban đã quyết định không khôi phục lại chức vụ này nữa.
Cho đến tháng 8 năm 1997, chính phủ vừa bị Taliban lật đổ vẫn còn trong cuộc nổi loạn cho đến khi chế độ Taliban chấm dứt vào năm 2001, đã có một Thủ tướng trong chính phủ nhưng chức vụ này mau chóng bị bãi bỏ. Tổng thống hiện tại của Afghanistan là Hamid Karzai, đôi khi được các phương tiện truyền thông quốc tế gọi là Thủ tướng trong những năm nhiệm kỳ tổng thống đầu tiên của ông.

### Thời kỳ Tiểu vương quốc Hồi giáo (2021 - nay)
Ngày 7 tháng 9 năm 2021, Taliban đã cho khôi phục chức vụ thủ tướng bằng việc bổ nhiệm Hasan Akhund làm quyền Thủ tướng.

## Danh sách các Thủ tướng Afghanistan
| #                                                              | #   | Tên                                    | Tên                                    | Sinh-Mất             | Từ                   | Đến                                 | Chính đảng                                     |
| -------------------------------------------------------------- | --- | -------------------------------------- | -------------------------------------- | -------------------- | -------------------- | ----------------------------------- | ---------------------------------------------- |
| Vương quốc Afghanistan                                         |     |                                        |                                        |                      |                      |                                     |                                                |
|                                                                | 1   | Sardar Shir Ahmad                      |                                        | c. 1885–?            | 25 tháng 10 năm 1927 | Tháng Giêng 1929                    | Độc lập                                        |
| Tiểu vương quốc Afghanistan                                    |     |                                        |                                        |                      |                      |                                     |                                                |
|                                                                | 2   | Shir Giyan                             |                                        | ?–1929               | Tháng Giêng 1929     | 1 tháng 11 năm 1929                 | Độc lập                                        |
| Vương quốc Afghanistan                                         |     |                                        |                                        |                      |                      |                                     |                                                |
|                                                                | 3   | Mohammad Hashim Khan                   |                                        | 1885–1953            | 1 tháng 11 năm 1929  | Tháng 5, 1946                       | Độc lập                                        |
|                                                                | 4   | Shah Mahmud Khan                       |                                        | 1890–1959            | Tháng 5, 1946        | 7 tháng 9 năm 1953                  | Độc lập                                        |
|                                                                | 5   | Mohammed Daoud Khan                    |                                        | 1909–1978            | 7 tháng 9 năm 1953   | 10 tháng 3 năm 1963                 | Độc lập                                        |
|                                                                | 6   | Mohammad Yusuf                         |                                        | 1917–1998            | 10 tháng 3 năm 1963  | 2 tháng 11 năm 1965                 | Độc lập                                        |
|                                                                | 7   | Mohammad Hashim Maiwandwal             |                                        | 1919–1973            | 2 tháng 11 năm 1965  | 11 tháng 10 năm 1967                | Độc lập (đến 1966)                             |
|                                                                | 7   | Mohammad Hashim Maiwandwal             | Đảng Dân chủ Cấp tiến                  | 1919–1973            | 2 tháng 11 năm 1965  | 11 tháng 10 năm 1967                |                                                |
|                                                                | 8   | Abdullah Yaqta1                        |                                        | 1914–2003            | 11 tháng 10 năm 1967 | 1 tháng 11 năm 1967                 | Độc lập                                        |
|                                                                | 9   | Mohammad Nur Ahmad Etemadi             |                                        | 1921–1979            | 1 tháng 11 năm 1967  | 9 tháng 6 năm 1971                  | Độc lập                                        |
|                                                                | 10  | Abdul Zahir                            |                                        | 1910–1983            | 9 tháng 6 năm 1971   | 12 tháng 11 năm 1972                | Độc lập                                        |
|                                                                | 11  | Mohammad Musa Shafiq                   |                                        | 1932–1979            | 12 tháng 11 năm 1972 | 17 tháng 7 năm 1973                 | Độc lập                                        |
| Cộng hòa Afghanistan                                           |     |                                        |                                        |                      |                      |                                     |                                                |
| Chức vụ bị bãi bỏ (17 tháng 7 năm 1973-27 tháng 4 năm 1978)    |     |                                        |                                        |                      |                      |                                     |                                                |
| Cộng hòa Dân chủ Afghanistan                                   |     |                                        |                                        |                      |                      |                                     |                                                |
|                                                                | 12  | Nur Muhammad Taraki                    |                                        | 1917–1979            | 1 tháng 5 năm 1978   | 27 tháng 3 năm 1979                 | Đảng Dân chủ Nhân dân (phe Khalq)              |
|                                                                | 13  | Hafizullah Amin                        |                                        | 1929–1979            | 27 tháng 3 năm 1979  | 27 tháng 12 năm 1979                | Đảng Dân chủ Nhân dân (phe Khalq)              |
|                                                                | 14  | Babrak Karmal                          |                                        | 1929–1996            | 27 tháng 12 năm 1979 | 11 tháng 6 năm 1981                 | Đảng Dân chủ Nhân dân (phe Parcham)            |
|                                                                | 15  | Sultan Ali Keshtmand                   |                                        | 1935–                | 11 tháng 6 năm 1981  | 30 tháng 11 năm 1987                | Đảng Dân chủ Nhân dân (phe Parcham)            |
| Cộng hòa Afghanistan                                           | 15  |                                        |                                        |                      |                      |                                     |                                                |
| Sultan Ali Keshtmand                                           | 15  | Tập tin:Afghanistan arms 1987-1992.svg | 1935–                                  | 30 tháng 11 năm 1987 | 26 tháng 5 năm 1988  | Đảng Dân chủ Nhân dân (phe Parcham) |                                                |
|                                                                | 16  | Mohammad Hasan Sharq                   | Tập tin:Afghanistan arms 1987-1992.svg | 1925–                | 26 tháng 5 năm 1988  | 21 tháng 2 năm 1989                 | Độc lập                                        |
|                                                                | 17  | Sultan Ali Keshtmand                   | Tập tin:Afghanistan arms 1987-1992.svg | 1935–                | 21 tháng 2 năm 1989  | 8 tháng 5 năm 1990                  | Đảng Dân chủ Nhân dân (phe Parcham)            |
|                                                                | 18  | Fazal Haq Khaliqyar                    | Tập tin:Afghanistan arms 1987-1992.svg | 1934–2004            | 8 tháng 5 năm 1990   | 15 tháng 4 năm 1992                 | Đảng Dân chủ Nhân dân (phe Parcham) (đến 1990) |
| Đảng Dân chủ Watan                                             | 18  | Fazal Haq Khaliqyar                    | Tập tin:Afghanistan arms 1987-1992.svg | 1934–2004            | 8 tháng 5 năm 1990   | 15 tháng 4 năm 1992                 |                                                |
| Nhà nước Hồi giáo Afghanistan                                  |     |                                        |                                        |                      |                      |                                     |                                                |
|                                                                | 19  | Abdul Sabur Farid Kohistani            |                                        | 1952–2007            | 6 tháng 7 năm 1992   | 15 tháng 8 năm 1992                 | Hezb-e-Islami Gulbuddin                        |
|                                                                | 20  | Gulbuddin Hekmatyar                    |                                        | 1947–                | 17 tháng 6 năm 1993  | 28 tháng 6 năm 1994                 | Hezb-e-Islami Gulbuddin                        |
|                                                                | 21  | Arsala Rahmani Daulat2                 |                                        | 1937–2012            | 28 tháng 6 năm 1994  | 1995                                | Tổ chức Hồi giáo Dawah                         |
|                                                                | 22  | Ahmad Shah Ahmadzai3                   |                                        | 1944–2021            | 1995                 | 26 tháng 6 năm 1996                 | Tổ chức Hồi giáo Dawah                         |
|                                                                | 23  | Gulbuddin Hekmatyar                    |                                        | 1947–                | 26 tháng 6 năm 1996  | 27 tháng 9 năm 1996                 | Hezb-e-Islami Gulbuddin                        |
| Tiểu vương quốc Hồi giáo Afghanistan                           |     |                                        |                                        |                      |                      |                                     |                                                |
|                                                                | 24  | Mullah Mohammad Rabbani                |                                        | 1956–2001            | 27 tháng 9 năm 1996  | 21 tháng 4 năm 2001                 | Taliban                                        |
|                                                                | 25  | Mawlawi Abdul Kabir4                   |                                        | 1958/1963–           | 21 tháng 4 năm 2001  | 13 tháng 11 năm 2001                | Taliban                                        |
| Liên minh phương Bắc Afghanistan                               |     |                                        |                                        |                      |                      |                                     |                                                |
|                                                                | I   | Gulbuddin Hekmatyar                    |                                        | 1947–                | 27 tháng 9 năm 1996  | 11 tháng 8 năm 1997                 | Hezb-e-Islami Gulbuddin (Liên minh phương Bắc) |
|                                                                | II  | Abdul Rahim Ghafoorzai                 |                                        | 1947–1997            | 11 tháng 8 năm 1997  | 21 tháng 8 năm 1997                 | Liên minh phương Bắc                           |
|                                                                | III | Abdul Ghafoor Ravan Farhâdi            |                                        | 1929–                | 21 tháng 8 năm 1997  | 13 tháng 11 năm 2001                | Liên minh phương Bắc                           |
| Nhà nước Hồi giáo Chuyển tiếp Afghanistan                      |     |                                        |                                        |                      |                      |                                     |                                                |
|                                                                | 26  | Abdul Ghafoor Ravan Farhâdi            |                                        | 1929–                | 13 tháng 11 năm 2001 | 22 tháng 12 năm 2001                | Liên minh phương Bắc                           |
| Chức vụ bị bãi bỏ (22 tháng 12 năm 2001 - 7 tháng 12 năm 2004) |     |                                        |                                        |                      |                      |                                     |                                                |
| Cộng hòa Hồi giáo Afghanistan                                  |     |                                        |                                        |                      |                      |                                     |                                                |
| Chức vụ bị bãi bỏ (7 tháng 12 năm 2004 - 7 tháng 9 năm 2021)   |     |                                        |                                        |                      |                      |                                     |                                                |
| Tiểu vương quốc Hồi giáo Afghanistan                           |     |                                        |                                        |                      |                      |                                     |                                                |
|                                                                | 27  | Hasan Akhund                           |                                        |                      | 7 tháng 9 năm 2021   | đương nhiệm                         | Taliban                                        |